# Loch Freuchie
Loch Freuchie är en sjö i Storbritannien.   Den ligger i kommunen Perth and Kinross och riksdelen Skottland, i den norra delen av landet, 600 km norr om huvudstaden London. Loch Freuchie ligger 296 meter över havet. Trakten runt Loch Freuchie består i huvudsak av gräsmarker.